# ICEBERG
ICEBERG (Inferring Collision-induced-dissociation by Estimating Breakage Events and Reconstructing their Graphs) ist ein künstliches neuronales Netz zur Vorhersage von Massenspektren in der Tandem-Massenspektrometrie. Dabei generiert es Substrukturen, die während der Fragmentierung in der Kollisionszelle entstehen und berechnet deren Spektren, die anschließend bewertet werden, um nur die relevantesten Fragmente einfließen zu lassen. Es wurde zur Analyse von Naturstoffen mit komplexer Molekülstruktur entwickelt.